# 大岳ショートコース
大岳ショートコース（おおたけ - ）は、福岡県福岡市東区大岳にある、9ホールのゴルフ場。

## 概要
博多湾の海辺に位置し、博多・福岡の街並を望むことができる。

## 設備
- 練習設備
  - 打ちっぱなし
  - グリーン
  - アプローチ
  - バンカー

- ナイター設備

- ゴルフスクール

- クラブハウス
  - ロッカー
  - シャワー
  - レストラン「シートピア」

## その他
近隣の西戸崎シーサイドカントリークラブ、福岡マリーナ、大岳荘とともに、西戸崎開発（株）により運営されている。